# Arabela (serial)
Arabela este un film serial pentru copii realizat de către Televiziunea din Cehoslovacia între anii 1979-1981. Serialul are un număr de 13 episoade și este interpretat în limba cehă.
Povestea a continuat 10 ani mai târziu, în 1993, cu Arabela se întoarce.

## Distribuție
- Vladimír Menšík - Karel Majer
- Stella Zázvorková - Vera Majerová
- Jana Nagyová - prințesa Arabella
- Vladimír Dlouhý - Petr Majer
- Jiří Lábus - vrăjitorul Rumburak
- Vlastimil Brodský - regele Hyazinth al II-lea
- Jana Brejchová - regina
- Jiří Sovák - sfetnicul Theophil Vigo
- Dagmar Patrasová - prințesa Xenia
- Jana Andresíková - vrăjitoarea Hexe
- Dana Vavrova - Scufița Roșie
- Frantisek Filipovský - nebunul Stunk
- Frantisek Peterka - Fantomas
- Oldrich Vízner - prințul Willibald
- Ondrej Kepka - Honzík Majer
- Iva Janzurová - Müllerová
- Jirí Hrzán - regizorul Gros

## Carte
- Miloš Macourek: Die Märchenbraut/Der Zauberrabe, ISBN: 3-8025-5034-X, ISBN: 978-3-8025-5034-8